# East River Township (Iowa)
East River Township est un township du comté de Page en Iowa, aux États-Unis,.
Le township est baptisé en référence à la rivière Nodaway River (en).

## Source de la traduction
- (en) Cet article est partiellement ou en totalité issu de l’article de Wikipédia en anglais intitulé « East River Township, Page County, Iowa » (voir la liste des auteurs).